# (53819) 2000 ER139
2000 إي أر 139 (ويعرف أيضًا باسم (53819) 2000 إي أر 139 وفق تسمية الكوكب الصغير) (بالإنجليزية: 2000 ER139)‏ هو كويكب ضمن حزام الكويكبات؛ وترتيبه 53819 من حيث الاكتشاف.
اكتُشف هذا الجُرم الفلكي بواسطة ماسح السماء كاتالينا في 12 مارس 2000.

## وصلات خارجية
- (53819) 2000 ER139 في قاعدة بيانات مختبر الدفع النفاث لأجرام النظام الشمسي الصغيرة

- الاكتشاف · مخطط المدار ·  العناصر المدارية · المعلمات المادية

- (53819) 2000 ER139 على موقع ويكي سكاي: DSS2, SDSS, GALEX, IRAS, Hydrogen α, X-Ray, Astrophoto, Sky Map, Articles and images